# OHC

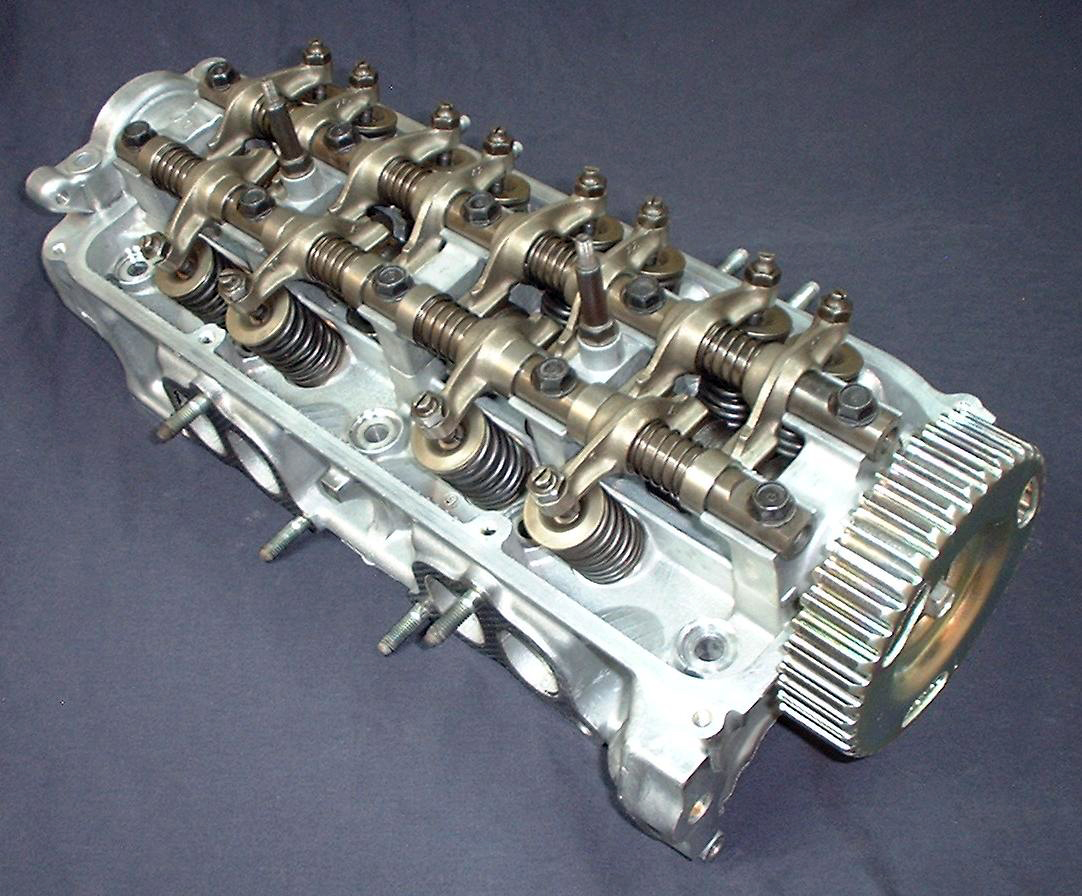
Głowica Hondy CRX z 1987 w układzie SOHC

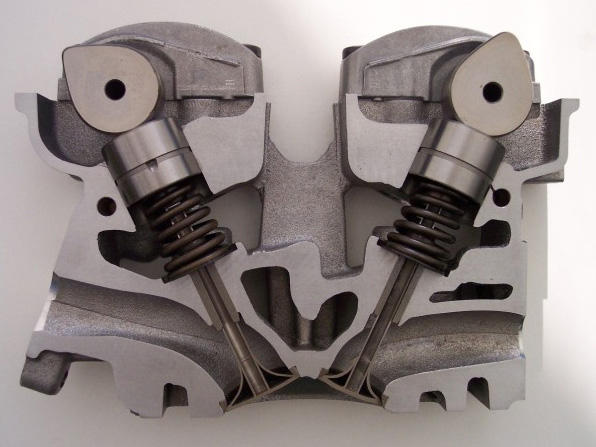
Przekrój głowicy cylindra z dwoma wałkami rozrządu w układzie DOHC

Schemat wałka rozrządu OHC, po lewej ssący, po prawej wydechowy

OHC (od ang. Overhead Camshaft – „głowicowy wałek rozrządu” lub „górny wałek rozrządu”) – rodzaj układu rozrządu, w którym wałek rozrządu służący do napędzania zaworów znajduje się w głowicy silnika. Napędzany jest on zwykle za pomocą koła zębatego, elastycznego paska rozrządu lub w innych typach i mocnych silnikach łańcuchem. Wyjątkowo zdarza się również napęd za pomocą kół zębatych. Dla tego typu rozwiązania stosuje się dwa układy:
- SOHC – jeden wałek
- DOHC – dwa wałki.

## SOHC
SOHC (ang. single overhead camshaft, pojedynczy górny wałek rozrządu) oznacza silnik z jednym wałkiem rozrządu umieszczonym w głowicy cylindrów. Pojedynczy wałek rozrządu jest umieszczony bezpośrednio nad zaworami ustawionymi w linii. Jednak termin „SOHC” jest bardziej powszechny w przypadku silników z trzema lub czterema zaworami na cylinder, w których zawory, w przeciwieństwie do silnika DOHC, są sterowane tylko przez jeden centralny wałek rozrządu w głowicy na rząd cylindrów. Aby zaoszczędzić miejsce, wałek rozrządu jest montowany między zaworami ssącymi i wydechowymi w kształcie litery V. Zawory są zwykle uruchamiane przez rolki lub dźwignie wahacza. Przykładem czterozaworowego silnika SOHC jest Chrysler Neon, trzyzaworowe silniki SOHC można znaleźć w Hondzie Deauville i różnych modelach Mitsubishi Colt.

## DOHC
DOHC (ang. Double Overhead Camshaft, także Twin cam) oznacza konstrukcję, w której zawory są sterowane przez dwa górne wałki rozrządu  na rząd cylindrów. (Dlatego silniki DOHC V i bokser mają cztery wałki rozrządu). Zawory silników DOHC są prawie zawsze sterowane bezpośrednio za pomocą popychaczy kubełkowych lub wahaczy.

## Charakterystyka
Zaletą układu jest brak pośrednich elementów rozrządu (popychaczy, dźwigni zaworowych) wymagających smarowania i mogących ulec awarii oraz dobra szybkobieżność silnika wynikająca z braku zwłoki w napełnianiu silnika ładunkiem i opróżnianiu go ze spalin. Wadą jest złożona konstrukcja głowicy silnika. Opanowanie technologii produkcji silników OHC, w połączeniu z ich zaletami, sprawiło, że nowych konstrukcyjnie silników spalinowych małej i średniej mocy z innym rodzajem rozrządu (OHV lub, tym bardziej, SV) praktycznie się nie spotyka.